# Giulio Campagnola

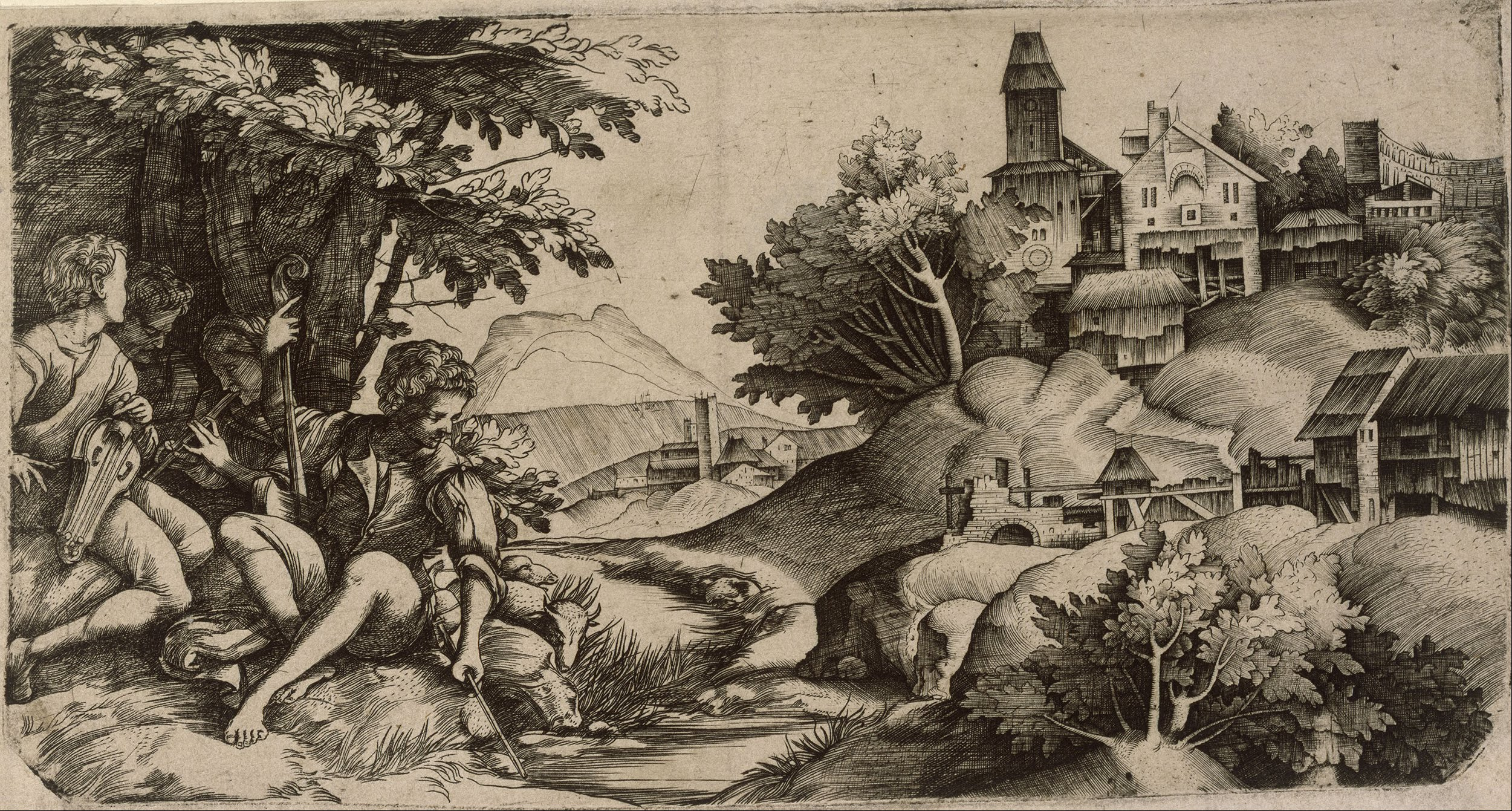
Concierto en un arroyo (1516-1517), Kupferstichkabinett, Berlín

Giulio Campagnola (Padua, 1482–Venecia, 1515) fue un pintor y grabador italiano, conocido hoy día sobre todo por sus grabados.

## Biografía
Hijo de Girolamo Campagnola, se formó en Mantua con Andrea Mantegna. Hacia 1499 se instaló en Ferrara, donde pasó unos años, hasta que en 1509 fijó su residencia en Venecia. Fue un artista erudito, versado en lenguas (latín, griego y hebreo). Su obra denota la influencia de Mantegna, Giovanni Bellini y, sobre todo, Giorgione, cuya obra le dejó una profunda huella. En sus obras plasmó el estilo de la escuela veneciana, patente en el efecto tonal de sus obras, una especie de puntillismo que se vislumbra en obras como Mujer desnuda tumbada en un paisaje, Concierto, Natividad, El astrólogo, Joven pastor, Cristo y la samaritana, Flautista jovencito y Gamo cautivo. También efectuó numerosas reproducciones de obras de Alberto Durero.
Fue padre adoptivo del pintor y grabador Domenico Campagnola, que era aprendiz en su taller.